# Friedrich Thimme
Friedrich Wilhelm Karl Thimme (né le 12 février 1868 à Krimderode et mort le 25 juin 1938 à Berchtesgaden) est un historien allemand et un éditeur politique influent.

## Biographie
Fils d'un pasteur protestant, il obtient un doctorat en 1892 pour lequel il obtient le prix de la fondation Beneke. Toutefois, il ne parvient pas à devenir professeur d'université. À partir de 1902, il est employé à la bibliothèque de Hanovre. Proche du parti libéral, il devient directeur de la bibliothèque du Reichstag en 1920. Il passe le plus clair de son temps à examiner les Deutschen Dokumente zum Kriegsausbruch 1914, les documents officiels sur les origines de la guerre. En sortira le "Livre blanc". Patriotique, son engagement ne montre toutefois aucune trace de racisme. En 1932, il rédige un appel à voter pour Paul von Hindenburg pour aller à l'encontre de Hitler.
Son corps est retrouvé quelques semaines après son décès lors d'une randonnée en montagne.